# 이플루오린화 라돈
이플루오린화 라돈은 비활성 기체인 라돈의 화합물이다. 라돈은 고체 화합물의 형태로 플루오린과 쉽게 화합한다.